# Royal Navy

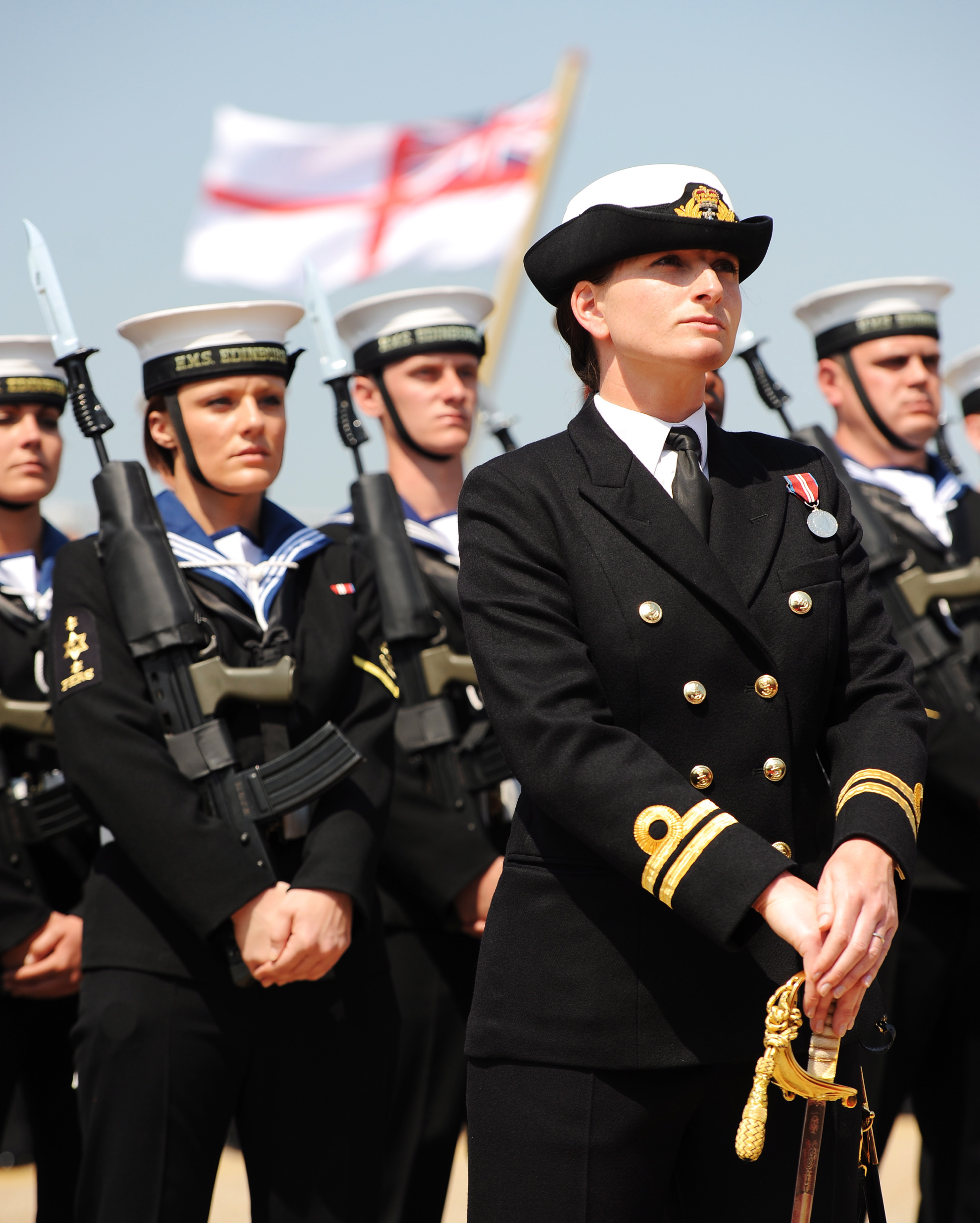
Angehörige der Royal Navy mit White Ensign im Hintergrund

Die Royal Navy, engl. für Königliche Marine, ist die Kriegsmarine des Vereinigten Königreichs.
Bedingt durch die Insellage spielte die Marine in der Geschichte der Staaten auf den britischen Inseln immer eine große Rolle. Das gilt sowohl für die Verteidigung als auch für die imperialistische Expansion im Rahmen des Britischen Weltreiches. Sie war auf dem Höhepunkt ihrer Macht die kampfstärkste Marine der Welt und wird aufgrund ihrer historischen Prominenz und Bedeutung auch von Nicht-Briten einfach als Royal Navy bezeichnet, eine etwaige Nationalbezeichnung entfällt.
Im Januar 2007 umfasste die Royal Navy 91 Kriegsschiffe sowie 74 Hilfs- und Versorgungsschiffe (somit 165 Schiffe insgesamt) und ist damit eine der größten Marinen der Welt. Zusammen mit den Royal Marines, den Naval Reserve Forces und dem Naval Careers Service bildet die Royal Navy den Naval Service (auch Senior Service genannt) der britischen Streitkräfte. Die Royal Navy ist eine der sechs Marinen weltweit, die über U-Boote mit nuklearen Interkontinentalraketen verfügt.

## Geschichte

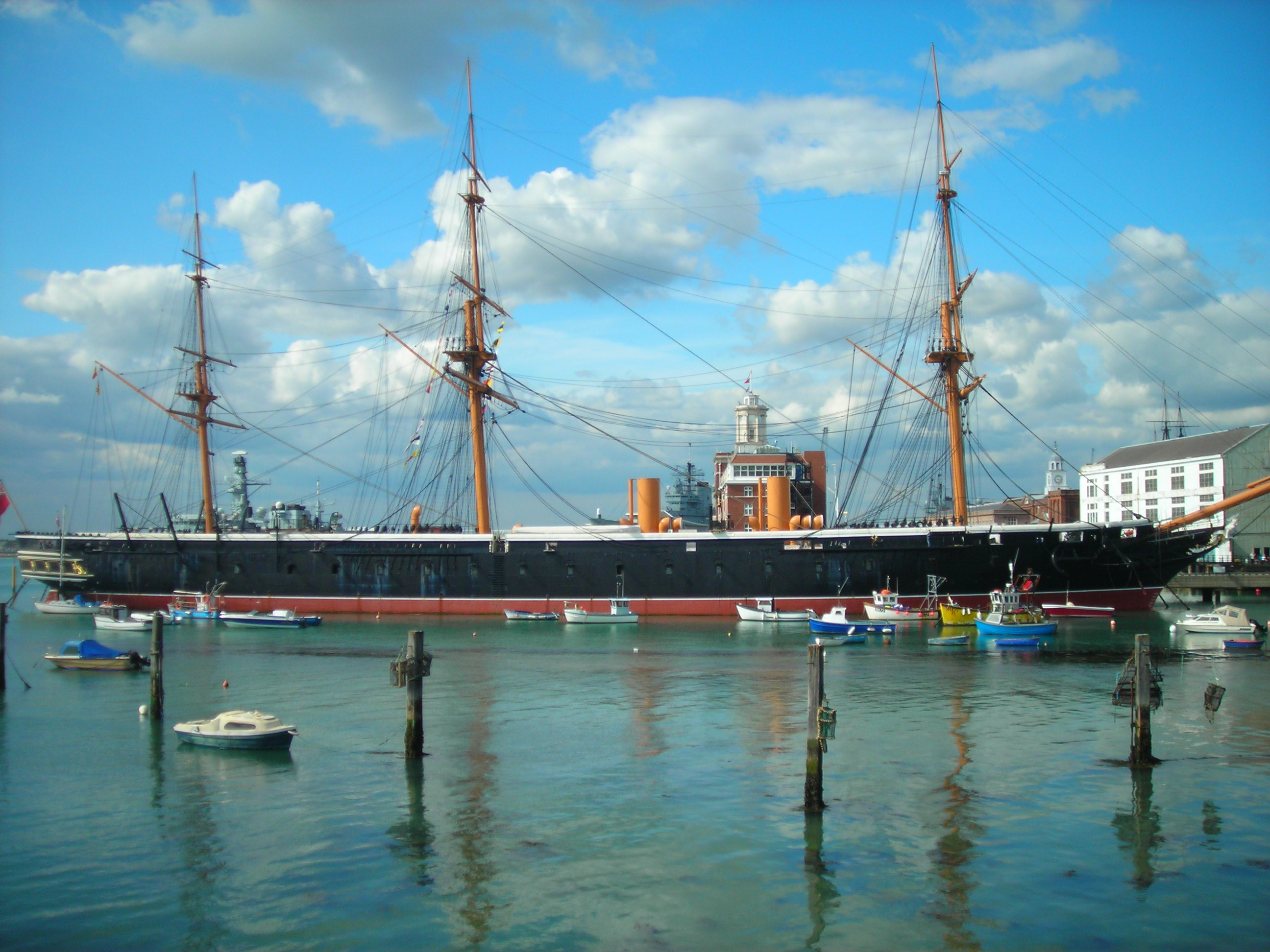
HMS Warrior, 1860 das erste seetaugliche Panzerschiff der Royal Navy

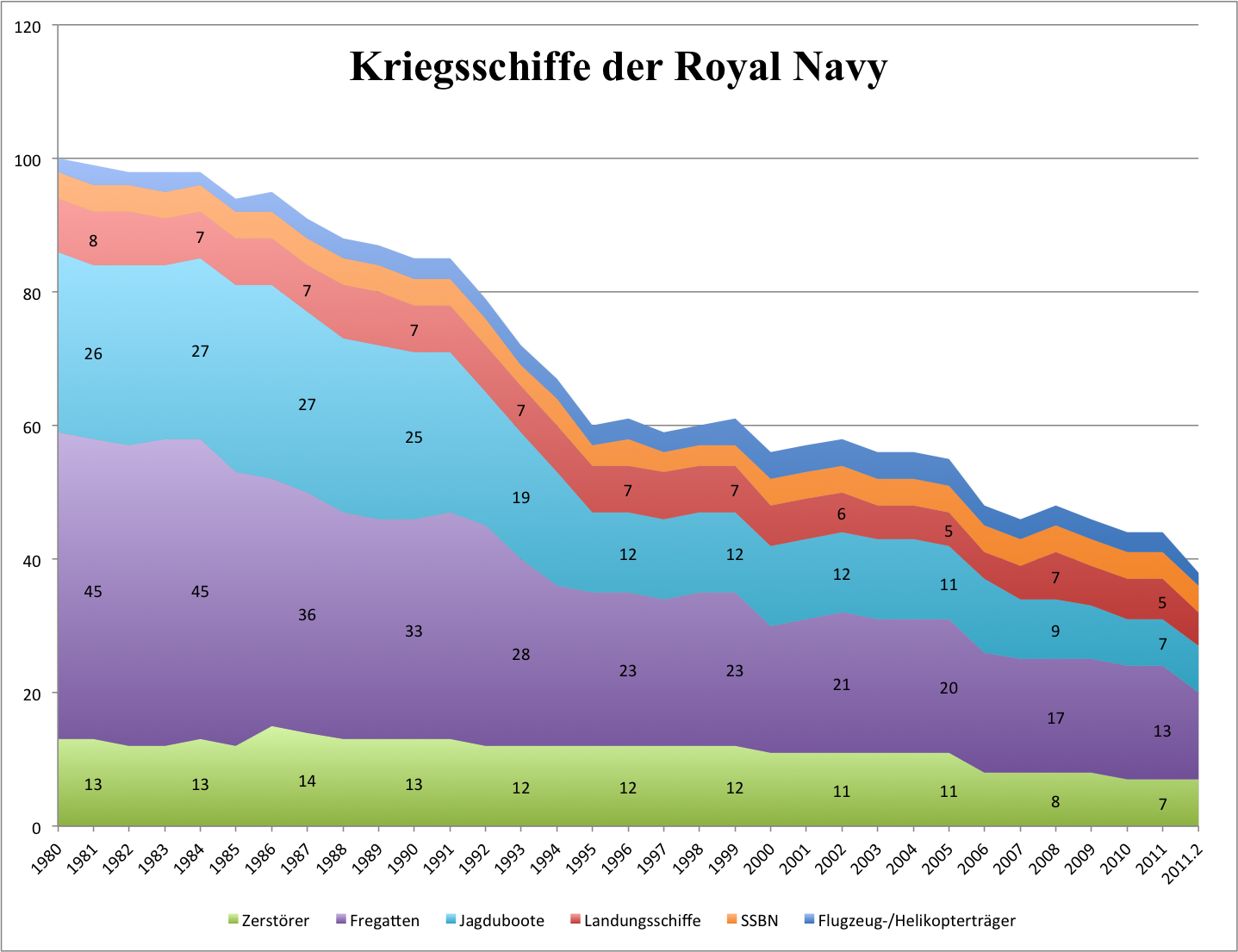
Entwicklung der verschiedenen Schiffstypen bei der Royal Navy seit 1980. Ersichtlich ist der starke Rückgang der Größe der Royal Navy.

Es gibt kein „echtes“ Gründungsdatum oder ein konkretes historisches Datum für den Beginn der britischen Marine. Die Ursprünge der Royal Navy sind in den mehr oder weniger kleinen Flotten zu suchen, die die schottischen und englischen Könige im Mittelalter nach Bedarf zusammenstellten, um äußere Feinde abzuwehren. Diese Flotten wurden nach Ende eines Konflikts meist schnell wieder aufgelöst.
Erst im Verlauf des 16. Jahrhunderts bildete sich während des Krieges gegen Spanien und seine Armada eine ständige Flotte, die während des 17. Jahrhunderts zu einer festen Einrichtung wurde. Insbesondere die kriegerischen Auseinandersetzungen mit Frankreich ab 1690, die bis zu den napoleonischen Kriegen dauerten, führten zum Aufbau einer großen, die Weltmeere beherrschenden Streitmacht.
Seit der Schlacht vor Trafalgar 1805 galt die Royal Navy als die mächtigste Marine der Welt, die bei der Errichtung und Sicherung des britischen Weltreichs eine wesentliche Rolle spielte. Der Rest des 19. Jahrhunderts brachte eine lange Periode des Friedens zwischen Großbritannien und seinem großen Rivalen Frankreich. Die Einführung der Dampfkraft, Stahl als Baumaterial und großkalibrige, weittragende Waffen veränderten die Kriegsschiffe, als damals führende Industrienation stand das Vereinigte Königreich an der Spitze der Industriellen Revolution und konnte die überragende Bedeutung seiner Flotte bis ins 20. Jahrhundert hinein behalten.
Nach dem Sieg im Ersten Weltkrieg wurde die Royal Navy zahlenmäßig stark reduziert, war aber am Vorabend des Zweiten Weltkriegs immer noch die kampfstärkste Marine der Welt. Erst nach 1945 verlor die Royal Navy ihre bis dahin angestammte Führungsposition in Technologie und Kampfkraft an die Marine der Vereinigten Staaten.

## Präfix der Schiffe
Alle Kriegsschiffe der Royal Navy tragen seit 1789/1790 als Namensbestandteil (ship prefix) HMS = His (bzw. Her) Majesty’s Ship. Die Hilfsschiffe bilden den Royal-Fleet-Auxiliary-Service und führen das Präfix RFA. Zusätzlich gibt es den Royal Maritime Auxiliary Service, der ähnliche Aufgaben wie die RFA wahrnimmt, jedoch vorwiegend innerhalb der britischen Hoheitsgewässer aktiv ist. Diese Schiffe tragen den Zusatz RMAS.
Einige andere Staaten des Commonwealth führen für ihre Schiffe ähnliche, zur Abgrenzung jedoch um die Staaten ergänzte Präfixe, etwa HMCS für die kanadische oder HMNZS für die neuseeländische Marine.

## Organisation
Admiralty Council
Stand 1. Januar 2017:
- Verteidigungsminister, Vorsitzende
- Stellvertretende Verteidigungsminister
- Minister verantwortlich für Veteranen, Reservisten und Personal
- Stellvertretende Verteidigungsminister und Sprecher für die Verteidigungsminister im House of Lords
- First Sea Lord und Chef des Führungsstabs der Royal Navy
- Chef des Flottenkommandos
- Second Sea Lord und Stellvertreter des Chefs des Führungsstabs
- Chef des Stabs des Führungsstabs

## Die fünf Truppenteile der Royal Navy

### Surface Fleet
Die Surface Fleet besteht aus den Überwasserverbänden der Royal Navy. Sie bildet den größten Teil der britischen Marine. Insgesamt gehören etwa 70 Schiffe zur Surface Fleet, unter anderem beide Flugzeugträger, zwei amphibische Landungsschiffe, ein halbes Dutzend Zerstörer, rund ein Dutzend Fregatten sowie Minensuchboote, Patrouillenschiffe und Forschungsschiffe. Seit dem Ende der 1990er Jahre wurde die Surface Fleet grundlegend umstrukturiert und verkleinert. Viele kleinere Einheiten sowie die Landungsschiffe wurden durch Neubauten der Albion-Klasse ersetzt.
Mit Beginn der 2010er Jahre begann eine weitere Verkleinerungsaktion. Die drei bis 2014 ausgemusterten Flugzeugträger der Invincible-Klasse wurden durch zwei neue, größere Flugzeugträger der Queen-Elizabeth-Klasse ersetzt, die 2017 (Queen Elizabeth) und 2019 (Prince of Wales) in Dienst gestellt wurden. Zwischen 2009 und 2013 erfolgte ein Generationswechsel bei den Zerstörern, die Sheffield-Klasse (Type-42) wurde durch die modernere Daring-Klasse (Type-45) ersetzt. Die Type-23-Fregatten werden ab Ende des Jahrzehnts durch solche der City-Klasse
(Type 26) ersetzt. Das erste von aktuell (2012) 13 geplanten, mit einem CODLAG-Antrieb ausgerüsteten Schiffen soll 2021 in Dienst gestellt werden. Weitere ursprüngliche Planungen sind gemäß dem Weißbuch vom Oktober 2010, englisch Strategic Defence and Security Review (SDSR), zurückgestellt.

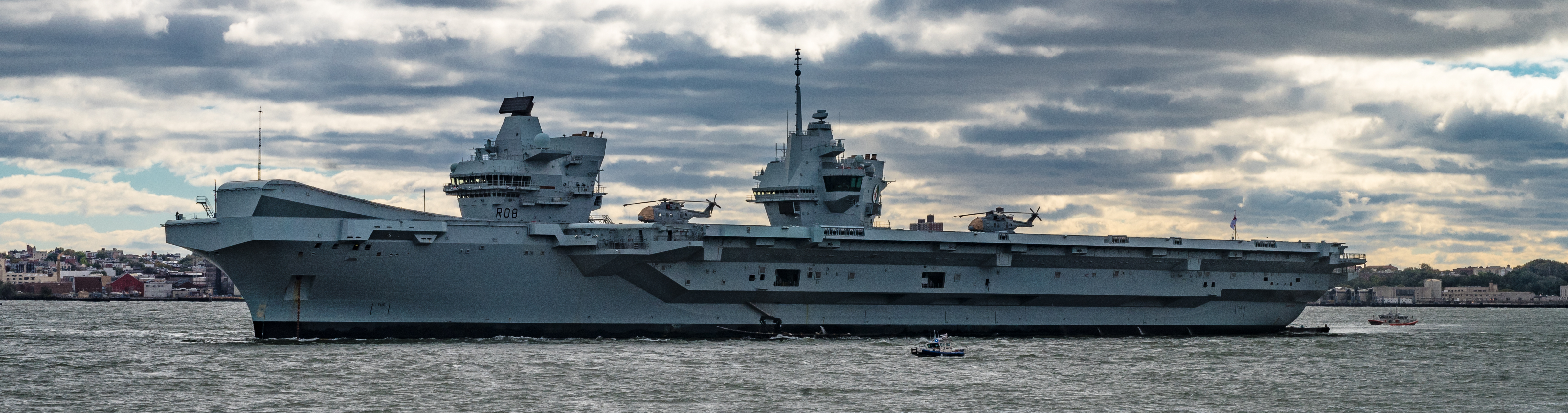
Die Queen Elizabeth

### Submarine Service

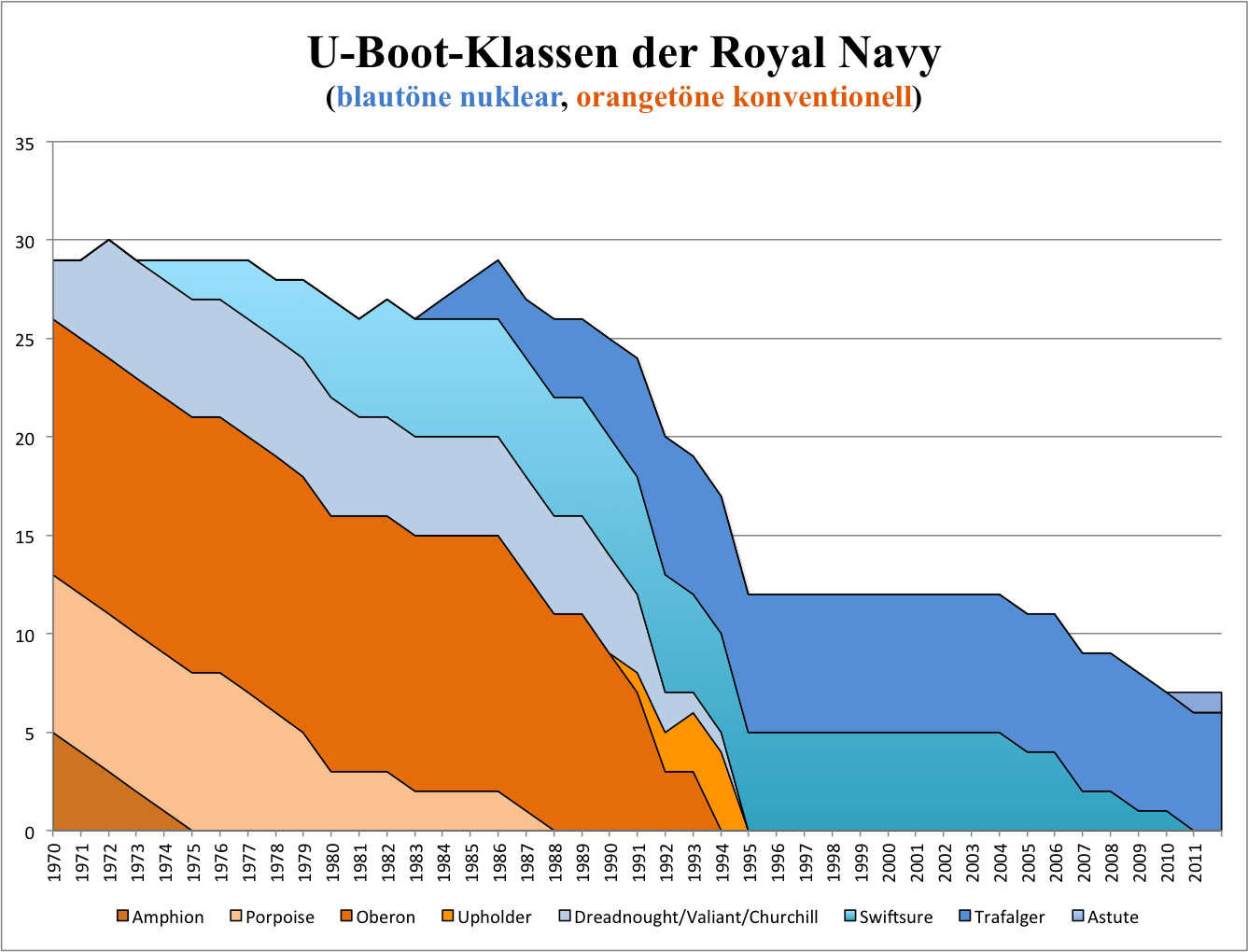
Entwicklung der Jagd-U-Boot-Klassen (ohne Vanguard) seit 1970. Ersichtlich sind der starke quantitative Rückgang sowie die rein nukleargetriebene Flotte.

Der Submarine Service umfasst die U-Boote der Royal Navy. Großbritannien setzt hierbei komplett auf atomgetriebene U-Boote. Das letzte Hunter-Killer-Boot der Swiftsure-Klasse wurde im Dezember 2010 außer Dienst gestellt. 2009/2010 begann der Ersatz der atomgetriebenen Jagd-U-Boote (SSN) der Trafalgar-Klasse durch die Boote der Astute-Klasse. Hinzu kommen die vier atomgetriebenen Raketen-U-Boote der Vanguard-Klasse mit ballistischen Raketen (SSBN).
Eine Unterabteilung ist der Submarine Rescue Service (SRS). Dieser ist für die Rettung bzw. Bergung verunglückter U-Boote zuständig und gilt neben den USA als weltweit führend auf diesem Gebiet. Er ist in Glasgow stationiert und innerhalb von zwölf Stunden überall auf der Welt einsatzbereit. Der SRS war mit einem Rettungs-U-Boot vom Typ LR5 sowie ferngesteuerten Tauchrobotern des Typs Scorpio ausgestattet. Mittlerweile hat das NSRS die Vorgängersysteme abgelöst. Außerdem verfügt der SRS über Kontakte zu Forschungseinrichtungen auf der ganzen Welt (besonders in Australien und Südamerika), so dass diese in Notfällen weitere Tauchroboter (eng. Remotely Operated Vehicle), kurz ROV, zur Verfügung stellen können.

### Fleet Air Arm
Der Fleet Air Arm besteht aus den Flugzeugen und Hubschraubern der Royal Navy. Die Anzahl der Luftfahrzeuge wurde seit Mitte der 1990er stark reduziert. 2010 wurden die Harrier GR9 vorzeitig außer Dienst gestellt. Für die neuen Flugzeugträger der Queen-Elizabeth-Klasse sollen erst ab Mitte des Jahrzehnts 50 bis 60 F-35B Lightning II gemeinsam von der Royal Air Force und dem Fleet Air Arm eingesetzt werden.
An Einsatzluftfahrzeugen stehen derzeit hauptsächlich Helikopter zur Verfügung, mit denen auch die Black Cats, eine Kunstflugstaffel, die zwei Lynx fliegt, ausgestattet ist. Einen Ausgleich für das Fehlen trägergestützter Kampfjets sollen die Verträge über Zusammenarbeit im Verteidigungsbereich zwischen Frankreich und Großbritannien 2010 schaffen, nach denen die Royal Navy auf Ressourcen der Marine nationale zurückgreifen könnte.

### Royal Marines
Die Royal Marines sind die britische Marineinfanterie und gehört zu den ältesten noch bestehenden Marineinfanterieeinheiten der Welt. Sie bestehen aus rund 7000 Soldaten. Ihre Aufgabe liegt insbesondere in der Vorbereitung und Durchführung von Landeoperationen. Hierzu stehen den Royal Marines Landungsboote und Hubschrauber zur Verfügung. Zusätzlich gehören sie zu den wenigen Einheiten weltweit, die über Landungshovercrafts verfügen. Nach ihrem Vorbild bauten die USA das United States Marine Corps auf, mit denen die Royal Marines bis heute eng verbunden sind.
Zu den Royal Marines gehört auch die Spezialeinheit Special Boat Service (SBS). Der SBS wurde während des Zweiten Weltkrieges gemeinsam mit dem der Armee unterstellten Special Air Service gegründet. Die Hauptaufgaben liegen im Operieren hinter den feindlichen Linien, dem Vorbereiten von Landeoperationen sowie der Sabotage. Auch im Anti-Terrorkampf wird der SBS eingesetzt. Aufgrund seiner geheimen Aktivitäten wurde die Existenz des SBS bis in die 1990er Jahre vom britischen Verteidigungsministerium bestritten. Bis heute werden keine offiziellen Angaben über SBS-Einsätze und -Soldaten gemacht.
Für den Schutz von Marineschiffen sowie die Bewachung der britischen Nuklearwaffen ist eine spezielle Abteilung der Royal Marines, die Fleet Protection Group Royal Marines zuständig.

### Royal Fleet Auxiliary
Im Royal Fleet Auxiliary Service sind Hilfsschiffe der Royal Navy organisiert.
Das Personal besteht zum großen Teil aus Zivilisten der Handelsmarine, die jedoch die Uniform der Royal Navy tragen und bei militärischen Einsätzen der Kriegsmarine unterstellt werden. Zum kleineren Teil hat die Royal Fleet Auxiliary aber auch Personal der Navy, die hauptsächlich Waffensysteme bedienen.

## Einrichtungen der Royal Navy

### Marinebasen
Im Vereinigten Königreich unterhält die Royal Navy vier große Flottenstützpunkte.:
- Portsmouth („HMS Nelson“) in Südengland ist der wichtigste Hafen der Royal Navy. Hier sind beide Flugzeugträger[6][7], die Zerstörer und Minensuchboote sowie ein Teil der Fregatten stationiert. Auch mehrere Patrouillenboote sind in Portsmouth beheimatet sowie früher das Antarktisforschungsschiff Endurance. Zudem befindet sich hier das Hauptquartier der Royal Navy sowie das U-Boot-Trainingszentrum Gosport („HMS Sultan“).
- Devonport („HMS Drake“) bei Plymouth beheimatet unter anderem den Großteil der Fregatten und die Landungsschiffe der Albion-Klasse. Auch die U-Boote der Trafalgar-Klasse sind in Devonport stationiert. Flächenmäßig ist Devonport die größte Marinebasis Europas.
- Faslane-on-Clyde („HMS Neptune“) in Schottland ist das Hauptquartier der strategischen Streitkräfte und der größte U-Boot-Hafen Europas. Hier sind die britischen Atom-U-Boote der Vanguard-Klasse sowie die Minensuchboote der Sandown-Klasse stationiert. Im an die Basis grenzenden Stützpunkt Coulport werden die Atom-U-Boot-Interkontinentalraketen sowie ein Großteil der konventionellen Waffen gelagert.
- Rosyth („HMS Caledonia“) bei Edinburgh war bis 1994 der wichtigste britische Stützpunkt für die Wartung, Reparatur und Modernisierung von Kriegsschiffen. Außerdem wurden dort die meisten der ausgemusterten britischen Atom-U-Boote entsorgt. Im Zuge der Kostenreduzierung wird die Basis seit den 1990ern von der privaten Firma Babcock BES betrieben, ist jedoch weiterhin offizieller Marinestützpunkt. Als Wartungseinrichtung verfügt Rosyth nicht über eine permanente Flotte. Generell sind auf der Basis jedoch mehrere Patrouillenboote zur Überwachung der schottischen Küstengewässer stationiert.

Darüber hinaus unterhält oder nutzt sie auch in Übersee noch permanent einige Basen:
- Die 1971 aufgegebene Basis Mina Salman in Bahrain („HMS Jufair“) wurde 2018 wieder eröffnet,[8] stationiert ist hier bis voraussichtlich 2021 als größere Einheit die Fregatte HMS Montrose[8]
- In Fernost nutzt die RN die Muara Naval Base in Brunei mit.
- Weitere Stützpunkte existieren in der Kronkolonie Gibraltar, Heimat zweier kleinerer Patrouillenboote, und auf den Falklandinseln. Der East Cove Military Port in Mare Harbour dient als Basis des britischen Stationsschiffs im Südatlantik.
- Der britische Stützpunkt Diego Garcia im Indischen Ozean wird gemeinsam mit den USA genutzt.
- Auf Zypern bestehen zwei britische sogenannte „Sovereign Base Areas“, die von der Marine mitgenutzt werden, Akrotiri und Dhekelia.

### Marineluftstützpunkte
- Royal Naval Air Station Yeovilton (RNAS Yeovilton) („HMS Heron“) in Somerset war Basis für die Sea Harrier der Royal Navy und ist Basis für die Hubschrauber vom Typ Sea Lynx. Die Royal Navy hält hier gemeinsam mit der British Army Luftstreitkräfte für den Einsatz auf Hubschrauber- und Flugzeugträgern bereit. Zusätzlich trainiert die Navy hier Nachwuchspiloten und führt regelmäßige Manöver mit den anderen Teilstreitkräften durch. Außerdem trainieren hier sämtliche Hubschrauberbesatzungen der britischen Streitkräfte den Absturz über dem Meer, in einem europaweit einzigartigen Unterwassersimulator.
- Royal Naval Air Station (RNAS Culdrose) („HMS Seahawk“) in Cornwall ist Stützpunkt für Hubschrauber zur U-Boot-Abwehr sowie Luft- und Seeüberwachung. Auch Sea-King-Helikopter für Seerettungseinsätze (SAR) sind hier stationiert. Auch Trainingseinrichtungen sind auf dem Stützpunkt vorhanden, der zukünftig unter Umständen Typstützpunkt aller Merlin-Hubschrauber der britischen Streitkräfte werden soll.

Die Royal Navy nutzt zudem im Rahmen des Joint Helicopter Command weitere Stützpunkte der Royal Air Force, auch außerhalb der Britischen Inseln.

## Standing Royal Navy Deployments
Die früheren Standing Naval Forces (SNF) sind kleine Flottenverbände die zeitweise oder kontinuierlich in einem begrenzten Bereich Überwachungs- und Kontrollaufgaben wahrnehmen. Großbritannien setzt diese sowohl zum Schutz seiner Heimatgewässer, seiner überseeischen Territorien wie auch im Auftrag von NATO und UNO ein. In aller Regel umfasst ein einzelnes Standing Royal Navy Deployment ein bis fünf Schiffe, darunter Fregatten, Zerstörer, Patrouillenboote und Versorgungsschiffe. In manchen Fällen kommen noch U-Boote sowie Flugzeug- oder Hubschrauberträger hinzu. Hierbei handelt es sich um die „UK Carrier Strike Group“, die „Littoral Response Group North“ für das Vertragsgebiet der NATO und die die „Littoral Response Group South“ für den Indopazifik.
Die Schiffe und Besatzungen wechselten bis um das Jahr 2020 normalerweise alle sechs Monate, gelegentlich konnten die Einsätze aber auch auf zwölf Monate verlängert werden. Eine Reihe von Einsätzen werden inzwischen von Patrouillenbooten der River-Klasse durchgeführt. Hierzu gehören die Patrouillen in den Heimatgewässern, die „Atlantic Patrol Tasking North“ in der Karibik, die „Atlantic Patrol Tasking South“ im Golf von Guinea, die „Falkland Islands Patrol Task“ im Bereich der Falklandinseln sowie zwei „Indian Ocean/Pacific Offshore Patrol Vessels“. In den Bereich Mittlerer Osten mit seinen multiplen Konflikten werden dagegen temporär wechselnde spezialisierte Einheiten wie Kampfschiffe (Zerstörer, Fregatten) und Minenabwehrfahrzeuge entsandt.

### Geschichte
Im Januar 2005 bestanden Standing Naval Forces im Nord- und Südatlantik, der Karibik, dem Mittelmeer, dem Persischen Golf, im Indischen Ozean sowie auf den Falklandinseln. Die vormals zahlenmäßig größte SNF, die sog. Ocean Wave ’97 im Pazifik, wurde mit der Rückgabe Hongkongs an die Volksrepublik China 1997 auf ein Minimum reduziert. Sie umfasste bis zu 20 Schiffe, die vor allem zwischen China, Korea und Indonesien im Einsatz waren. Später waren regulär nur noch ein bis zwei Schiffe, darunter immer eine Fregatte oder Korvette, in der Region stationiert.

## Laufbahnen
| Laufbahn                                                         | Bildungsvoraussetzungen                                                                                                 | Laufbahnausbildung nach 30 Wochen Grundausbildung am Britannia Royal Naval College                                                                   | Beförderung | Spitzendienstgrad         |
| ---------------------------------------------------------------- | --- | --- | --- | ------------------------- |
| Kriegsführungsoffizier Kriegsführungsoffizier (U-Boot)           | GCSE Fünf Noten A*– C mit Englisch und Mathematik A-level 180 Notenpunkte                                               | Ausbildung am Arbeitsplatz | Midshipman (Einstellungsdienstgrad) Sub-Lieutenant, R.N. (nach 12 Monaten) Lieutenant, R.N. (nach 42 Monaten)           | Admiral                   |
| Fliegeroffizier (Pilot) Fliegeroffizier (Waffensysteme)          | GCSE Fünf Noten A*– C mit Englisch und Mathematik A-level 180 Notenpunkte                                               | Pilot-Ausbildung Jet oder Hubschrauber Waffensystemausbildung                                                                                        | Midshipman (Einstellungsdienstgrad) Sub-Lieutenant, R.N. (nach 12 Monaten) Lieutenant, R.N. (nach 42 Monaten)           | Admiral                   |
| Fluglotsenoffizier                                               | GCSE Fünf Noten A*– C mit Englisch und Mathematik A-level 180 Notenpunkte                                               | Fluglotsenausbildung bei RAF und Royal Navy | Midshipman (Einstellungsdienstgrad) Sub-Lieutenant, R.N. (nach 12 Monaten) Lieutenant, R.N. (nach 42 Monaten)           | Captain, R.N.             |
| Hydrographischer und meteorologischer Offizier                   | GCSE Fünf Noten A*– C A-level 180 Notenpunkte mit Mathematik/Naturwissenschaften                                        | Fachhochschule der Flottenkommando für Hydrologie und Meteorologie: BSc in Maritime Wissenschaft und ein Postgraduierten-Zertifikat in Umweltstudien | Midshipman (Einstellungsdienstgrad) Sub-Lieutenant, R.N. (nach 12 Monaten) Lieutenant, R.N. (nach 42 Monaten)           | Captain, R.N.             |
| Logistikoffizier Logistikoffizier (U-Boot)                       | GCSE Fünf Noten A*– C A-level 180 Notenpunkte                                                                           | Defence Maritime Logistics School (32 Wochen) | Midshipman (Einstellungsdienstgrad) Sub-Lieutenant, R.N. (nach 12 Monaten) Lieutenant, R.N. (nach 42 Monaten)           | Vice Admiral              |
| Waffentechnischer Offizier Waffentechnischer Offizier (U-Boot)   | GCSE Fünf Noten A*– C A-level 180 Notenpunkte B.Sc. im Naturwissenschaft, Technologie, Maschinenbau oder Mathematik     | Seekriegsführungsschule (12 Monaten) | Midshipman (Einstellungsdienstgrad) Sub-Lieutenant, R.N. (nach 12 Monaten) Lieutenant, R.N. (nach 42 Monaten)           | Vice Admiral              |
| Schiffstechnischer Offizier Schiffstechnischer Offizier (U-Boot) | GCSE Fünf Noten A*– C A-level 180 Notenpunkte B.Sc. im Naturwissenschaft, Technologie, Maschinenbau oder Mathematik     | HMS Sultan: Systems Engineering-Kursus | Midshipman (Einstellungsdienstgrad) Sub-Lieutenant, R.N. (nach 12 Monaten) Lieutenant, R.N. (nach 42 Monaten)           | Vice Admiral              |
| Fliegertechnischer Offizier                                      | GCSE Fünf Noten A*– C A-level 180 Notenpunkte B.Sc. im Naturwissenschaft, Technologie, Maschinenbau oder Mathematik     | Defence College of Aeronautical Engineering (12 Monaten)                                                                                             | Midshipman (Einstellungsdienstgrad) Sub-Lieutenant, R.N. (nach 12 Monaten) Lieutenant, R.N. (nach 42 Monaten)           | Vice Admiral              |
| Ausbildungsoffizier                                              | GCSE Fünf Noten A*– C A-level 180 Notenpunkte Bachelor mit Honours                                                      | Ausbildungsoffiziers-Kursus (24 Wochen) | Midshipman (Einstellungsdienstgrad) Sub-Lieutenant, R.N. (nach 12 Monaten) Lieutenant, R.N. (nach 42 Monaten)           | Captain, R.N.             |
| Sanitätsoffizier                                                 | Approbierter Arzt | Marine-Arzt Ausbildung | Surgeon Lieutenant, R.N. (Einstellungsdienstgrad) Surgeon Lieutenant Commander, R.N. (nach 5 Jahren)                    | Surgeon Vice Admiral      |
| Sanitätsoffizier (Z)                                             | Approbierter Zahnarzt                                                                                                   | Ausbildung am Arbeitsplatz | Surgeon Lieutenant (D), R.N. (Einstellungsdienstgrad) Surgeon Lieutenant Commander (D), R.N. (nach 5 Jahren)            | Surgeon Captain (D), R.N. |
| Hygieneoffizier                                                  | GCSE Fünf Noten A*– C A-level 180 Notenpunkte B.Sc. im Umweltgesundheit Staatlich geprüfter Hygieninspektor             | Ausbildung am Arbeitsplatz | Midshipman (Einstellungsdienstgrad) Sub-Lieutenant, R.N. (nach 12 Monaten) Lieutenant, R.N. (nach 42 Monaten)           | Captain, R.N.             |
| Pflegeoffizier / Pflegeoffizier für psychische Gesundheit        | GCSE Fünf Noten A*– C Staatlich geprüfte Krankenschwester/Staatlich geprüfte Krankenschwester für psychische Gesundheit | Ausbildung am Arbeitsplatz | Midshipman (Einstellungsdienstgrad) Sub-Lieutenant, Q.A.R.N.S. (nach 12 Monaten) Lieutenant, Q.A.R.N.S. (nach 5 Jahren) | Commodore, Q.A.R.N.S.     |
| Quellen:                                                         | [ 9 ] [ 10 ] [ 11 ] [ 12 ] [ 13 ] [ 14 ] [ 15 ] [ 16 ] [ 17 ] [ 18 ] [ 19 ] [ 20 ] [ 21 ] [ 22 ]                        | [ 9 ] [ 10 ] [ 11 ] [ 12 ] [ 13 ] [ 14 ] [ 15 ] [ 16 ] [ 17 ] [ 18 ] [ 19 ] [ 20 ] [ 21 ] [ 22 ]                                                     | [ 23 ] [ 24 ] | [ 25 ]                    |

## Dienstgrade
| Admiral of the Fleet AdmF | Admiral Adm | Vice-Admiral VAdm | Rear Admiral RAdm |
| OF-10                     | OF-9        | OF-8              | OF-7              |
| ------------------------- | ----------- | ----------------- | ----------------- |
|                           |             |                   |                   |

| Commodore Cdre | Captain Capt | Commander Cdr | Lieutenant-Commander LtCdr | Lieutenant Lt | Sub-Lieutenant SLt | Midshipman Mid |
| OF-6           | OF-5         | OF-4          | OF-3                       | OF-2          | OF-1               | OF-D           |
| -------------- | ------------ | ------------- | -------------------------- | ------------- | ------------------ | -------------- |
|                |              |               |                            |               |                    |                |

| Warrant Officer Class 1 WOI | Warrant Officer Class 2 WOII | Chief Petty Officer CPO | Petty Officer PO |
| OR-9                        | OR-8                         | OR-7                    | OR-6/OR-5        |
| --------------------------- | ---------------------------- | ----------------------- | ---------------- |
|                             |                              |                         |                  |

| Leading Rate LR | Able Rate |
| OR-4            | OR-2      |
| --------------- | --------- |
|                 |           |

Quellen:
Anmerkungen
1. Die zwei höchsten Unteroffizierdienstgrade der Royal Navy sind die Warrant Officer Class 1 und 2. Die Abzeichen sind die königliche Krone (WOII) und das königliche Wappen (WOI).
2. Seit dem 1. April 2004 existiert der Dienstgrad des Warrant Officer Class 2 in der Royal Navy. Davor wurde diese Position vom Dienstgrad Charge Chief Petty Officer (CCPO), der ebenfalls über dem Chief Petty Officer angesiedelt war, ausgefüllt. Bei der Einführung des WOII wurden alle CCPO in diesen Rang befördert.
3. Der Commodore war eine an den Dienstposten gebundene Bezeichnung für einen dienstälteren Captain, die nach Verlassen des Dienstpostens wieder entfällt. Es ist seit 1997 ein üblicher Dienstgrad.
4. Der Rang des Admiral of the Fleet (OF-10) wurde seit 2012 nicht mehr verliehen. Er ist heute Zeiten des Krieges vorbehalten oder kann ehrenhalber verliehen werden. König Charles III. bekleidet seit 2012 den Rang eines Admiral of the Fleet und wird in seinem offiziellen Porträt vom 15. Januar 2024 in diesem Rang gezeigt.[28]